# Benz 25/65 PS
Der Benz 25/65 PS war Nachfolger und zugleich Vorgänger des Benz 25/55 PS, der ihn nach 1918 wieder ersetzte. Er war nach dem Benz 21/50 PS das zweite Sechszylindermodell des Herstellers Benz & Cie.
Der Wagen war mit einem Sechszylinder-Reihenmotor mit 6503 cm³ Hubraum ausgestattet, der 65 PS (48 kW) bei 1650 min−1 entwickelte. Die Motorkraft wurde über eine Lederkonuskupplung an ein Vierganggetriebe weitergeleitet und von dort über eine Kardanwelle an die Hinterräder. Die Höchstgeschwindigkeit lag bei 95 km/h.
Die Fahrzeuge waren nach wie vor mit blattgefederten Starrachsen und Holz- oder Drahtspeichenrädern ausgestattet.

## Quelle
Werner Oswald: Mercedes-Benz Personenwagen 1886–1986. 4. Auflage. Motorbuch Verlag, Stuttgart 1987, ISBN 3-613-01133-6, S. 55 und 57.